# Nhóm ngôn ngữ Gur
Nhóm ngôn ngữ Gur, còn được gọi là Gur Trung, thuộc ngữ hệ Niger-Congo. Có khoảng 70 ngôn ngữ thuộc nhóm này. Chúng được nói ở các vùng Sahel và savan ở Tây Phi, cụ thể là: Burkina Faso, miền nam Mali, đông bắc Bờ Biển Ngà, mạn bắc Ghana và Togo, tây bắc Bénin và tây nam Nigeria; với ngôn ngữ cực đông là Baatonun, được nói ở vùng cực tây bắc Nigeria.

## Đặc điểm hình thái
Giống như hầu hết các ngôn ngữ Niger-Congo, tổ tiên của nhóm ngôn ngữ Gur có thể có một hệ thống lớp danh từ; nhiều ngôn ngữ ngày nay đã tiêu giảm thành một hệ thống giống danh từ hoặc không còn có một hệ thống lớp danh từ nào. Một đặc điểm chung của các ngôn ngữ Gur là đánh dấu thể của động từ. Nhiều ngôn ngữ Gur có thanh điệu. Hệ thống thanh điệu của nhóm Gur khá khác biệt so với phần còn lại của hệ Niger-Congo. Hầu hết các ngôn ngữ Gur được mô tả là có hệ thống hai thanh giáng (xuống thấp).

## Phân loại
Các khu vực trên bản đồ biểu thị sự phân bố các ngôn ngữ Gur Trung:
1. Koromfé
2. Oti–Volta
3. Bwamu
4. Grũsi (Gurunsi)
5. Kirma–Lobi
6. Dogoso–Khe
7. Doghose–Gan